# Invasive Diagnostik
Invasive Diagnostik ist ein medizinisches diagnostisches Verfahren, bei dem ein Eingriff in den Körper der untersuchten Person nötig ist. Blutabnahmen zählen jedoch nicht zur invasiven Diagnostik.
Wo möglich, werden nichtinvasive Tests vorgezogen, da invasive Untersuchungen ein erhöhtes Risiko unerwünschter Folgen in sich tragen.
Invasive diagnostische Methoden der Medizin allgemein sind:
- die Angiografie
- die Herzkatheteruntersuchung
- die Endoskopie

Invasive Methoden der Pränataldiagnostik sind:
- die Chorionzottenbiopsie
- die Amniozentese
- die Nabelschnurpunktion

Invasive Untersuchungsmethoden sind u. a. mit unterschiedlich hohen Fehlgeburtsrisiken verbunden und werden in der Regel dann durchgeführt, wenn die errechnete Wahrscheinlichkeit, dass das Ungeborene eine durch die Untersuchung feststellbare Erkrankung, Behinderung oder Fehlbildung hat, höher ist als das Risiko einer Fehlgeburt.
Vielfach werden vor der Entscheidung für oder gegen einen invasiven Eingriff die Möglichkeiten der nicht-invasiven Untersuchungen wie zum Beispiel durch Feinultraschall oder Nackentransparenzmessung in Anspruch genommen. Durch Ultraschall sind in Bezug auf chromosomale Besonderheiten jedoch keine Diagnosen möglich. Lediglich körperliche Hinweiszeichen können ggf. erkannt, dadurch wird „die Ultraschalluntersuchung [...] auch die Schiene für pränataldiagnostisch-invasive Maßnahmen wie Fruchtwasserpunktion, Chorionzottenbiopsie und Chordozentese.“